# Смирнов-Несвицкий, Юрий Александрович
Ю́рий Алекса́ндрович Сми́рнов-Несви́цкий (23 февраля 1932 года, Ленинград, СССР — 17 ноября 2018 года, Санкт-Петербург, Россия) — советский и российский театральный деятель, режиссёр и театровед. Доктор искусствоведения, профессор. Создатель Театра «Суббота» в Санкт-Петербурге.

## Биография
Родился в Ленинграде в семье генерала-лейтенанта Александра Ивановича Смирнова-Несвицкого.
В 1956 г. окончил театроведческий факультет Ленинградского государственного театрального института им. А. Н. Островского. По распределению направлен в Челябинск.
В 1956—1957 — преподаватель курса «Основы режиссуры» в Челябинском училище культуры.
В 1958—1960 — литературный сотрудник редакции «Челябинский рабочий». В это же время основал и руководил Городским любительским молодёжным театром в этом городе.
В 1960 г. вернулся в Ленинград и поступил в аспирантуру ЛГИТМиКа, где в 1965 г. защитил кандидатскую диссертацию «Стилевые поиски современной советской режиссуры. (Из опыта постановки драмы А. Н. Арбузова „Иркутская история“)».
В 1963—1985 — старший научный сотрудник НИО Ленинградского института театра, музыки и кинематографии
18 марта 1969 г. — основал театр-клуб «Суббота», которым руководил вплоть до своей смерти в 2018 году.
5 октября 1982 г. защитил докторскую диссертацию «В. В. Маяковский и советский театр».
В 1980-е гг. активно участвовал в семинарах по режиссуре, проводимых на базе ВТО П. Н. Фоменко и А. В. Эфросом.
В 1985 по 1990 гг. — заведующий НИО Ленинградского института театра, музыки и кинематографии.
В 1990—2006 гг. — заместитель директора по научной работе Российского института истории искусств (РИИИ).
В 2006—2015 — главный научный сотрудник сектора театра Российского института истории искусств (РИИИ). Сфера научных интересов: творчество В. В. Маяковского, Е. Б. Вахтангова, И. А. Бунина.
В 1987 г. в издательстве «Искусство» в серии «Жизнь в искусстве» опубликовал монографию о жизни и творчестве Вахтангова, ставшую бестселлером.
В 1993—1995 годах — заведующий кафедрой театрального искусства Санкт-Петербургского гуманитарного университета профсоюзов, с 1995—1997 годах — профессор кафедры режиссуры. За время педагогической деятельности выпустил несколько актёрско-режиссерских курсов.
Автор десятков спектаклей, нескольких книг и множества научных и критических статей.
Скончался 17 ноября 2018 г. Похоронен на Смоленском кладбище в Санкт-Петербурге.

## Семья
- Вдова — Татьяна Кондратьева, актриса Театра "Суббота"
- Дочь (от первого брака) — Мария, театральный художник, театральный критик, печатается в «Петербургском театральном журнале». Главный художник Театра "Суббота"
- Дочь (от второго брака) — Варвара, актриса Театра "Суббота"
- Внучка — Евдокия Смирнова-Несвицкая, художник, работает в кино.

## Спектакли в Театре «Суббота»[7]
- 1969 «Этюды по мотивам известным и неизвестным». Сценарий и постановка – Ю. Смирнов-Несвицкий.
- 1970 «Настя, Женька, Нюта» по пьесам А. Володина. Сценарий и постановка – Ю. Смирнов-Несвицкий. Художник – Э. Кочергин.
- 1971 «Театральные страницы». Сценарий и постановка – Ю. Смирнов-Несвицкий.
- 1972 «Молодёжная вечеринка». Сценарий и постановка – Ю. Смирнов-Несвицкий.
- 1973 «Проблемы молодежи». Сценарий и постановка – Ю.Смирнов-Несвицкий.
- 1973 «Наш Маяковский». Сценарий и постановка – Ю.Смирнов-Несвицкий.
- 1973 «Театрализованный круг». Сценарий и постановка – Ю. Смирнов-Несвицкий.
- 1974 «Окна, улицы, подворотни». Сценарий и постановка – Ю. Смирнов-Несвицкий, сценография – В. Кравцев, М. Смирнов.
- 1976 «Крепостные актёрки» по мотивам повести С.Могилевской «Крепостные королевны». Сценарий и постановка – Ю.Смирнов-Несвицкий. Сценография – В. Кравцев, костюмы – М. Смирнова-Несвицкая. Музыкальное оформление – М. Ильин, В. Голоунин, Г. Гладков.
- 1977 «Любовь Яровая» по мотивам пьесы К. Тренёва. Сценарий и постановка – Ю. Смирнов-Несвицкий. Сценография, костюмы – М. Смирнова-Несвицкая.
- 1979 «Пять углов». Сценарий и постановка – Ю. Смирнов-Несвицкий. Сценография – М. Смирнова-Несвицкая. Композитор – В. Голоунин.
- 1980 «Бремя страстей человеческих» (по мотивам одноименного романа С. Моэма). Сценарий и постановка – Ю. Смирнов-Несвицкий. Сценография – М. Смирнова-Несвицкая. Оригинальная музыка – В. Голоунин.
- 1982 «Заставы Ленинградские». Сценарий и постановка – Ю. Смирнов-Несвицкий. Сценография – М. Смирнова-Несвицкая.
- 1983 «Театротека». Сценарий и постановка – Ю.Смирнов-Несвицкий. Сценография – М. Смирнова-Несвицкая.
- 1984 «Три товарища» по роману Э.-М. Ремарка. Сценарий  и постановка – Ю. Смирнов-Несвицкий. Режиссер – А. Попов. Сценография – О. Игнатова, Л. Форштат. Оригинальная музыка – В. Голоунин. Текст песен – Ю. Смирнов-Несвицкий.
- 1986 «Сверчок на печи» по рассказу Ч. Диккенса. Постановка – Ю. Смирнов-Несвицкий. Сценография – М. Смирнова-Несвицкая.
- 1987 «Козлова и Курицына». Сценарий и постановка – Ю. Смирнов-Несвицкий. Сценография – М. Смирнова-Несвицкая. Музыка – В. Голоунин и Н. Никитина.
- 1988 «Самоубийца» Н. Эрдмана. Постановка – Ю. Смирнов-Несвицкий. Сценография – М. Смирнова-Несвицкая.
- 1988 (Рок-труппа) «Стоп-кран»  Сценарий и постановка – Ю. Смирнов-Несвицкий. Сценография – М. Смирнова-Несвицкая. Музыка – Е. Умаров, В. Голоунин.
- 1990 «Кто там, в крови?» (по мотивам трагедии У. Шекспира «Макбет»). Сценарий и постановка – Ю. Смирнов-Несвицкий. Сценография – М. Смирнова-Несвицкая.
- 1991 «Томление души Риты В.» (комедия). Сценарий и постановка – Ю. Смирнов-Несвицкий. Режиссер – В. Абрамов. Сценография – М. Смирнова-Несвицкая. Музыка – Е. Умаров. Стихи – Ю. Смирнов-Несвицкий.
- «Крепостные актерки» по мотивам повести С. Могилевской «Крепостные королевны». Возобновление. Сценарий и постановка – Ю. Смирнов-Несвицкий. Сценография –  В. Кравцев, костюмы – М. Смирнова-Несвицкая. Музыкальное оформление – М. Ильин, В. Голоунин, Г. Гладков.
- 1992 «Свадьба с генералом» по мотивам произведений А.Чехова. Сценарий и постановка – Ю. Смирнов-Несвицкий. Сценография – М. Смирнова-Несвицкая. Костюмы – М. Воробейчик. Композитор – Е. Умаров. Хореография – А. Романенко.
- 1993 «Ночь нежна» по мотивам романа Ф.-С. Фицджеральда. Сценарий и постановка – Ю. Смирнов-Несвицкий. Сценография – В. Павлюк. Костюмы – М. Воробейчик. Музыка – Е. Умаров.
- 1994 «Бесшумное плаванье во мгле» (по повести Ж. Сименона «В доме напротив»).Сценарий и постановка – Ю. Смирнов-Несвицкий. Сценография – А. Козловский.
- 1994 «Я иду медвежонка искать» (по мотивам сказки «Три медведя»). Сценарий и постановка – Ю. Смирнов-Несвицкий. Сценография – Н. Клемина. Костюмы –  М. Воробейчик.
- 1995 «Три товарища» по роману Э.-М. Ремарка. Возобновление. Сценарий  и постановка – Ю. Смирнов-Несвицкий. Сценография – О. Игнатова, Л. Форштат. Оригинальная музыка – В. Голоунин. Текст песен – Ю. Смирнов-Несвицкий.
- 1996 «Чайка» по пьесе А.Чехова. Постановка – Ю. Смирнов-Несвицкий. Сценография – М. Ли, костюмы – М. Смирнова-Несвицкая.
- 1997 «Самоубийца» Н. Эрдмана. Новая редакция. Постановка – Ю. Смирнов-Несвицкий. Режиссер и сценография – В. Абрамов. Хореограф – И. Кувшинов.
- 2004 «Окна, улицы, подворотни» . Новая редакция. Постановка – Ю. Смирнов-Несвицкий. Режиссер – А. Савенкова (Новгородова). Сценография и костюмы – М. Смирнова-Несвицкая.
- 2005 «Митина любовь» по произведениям И. Бунина. Сценарий и постановка – Ю. Смирнов-Несвицкий. Сценография – М. Смирнова-Несвицкая. Музыкальное оформление – М. Гушкан. Изготовление костюмов – Л. Филонова. Художник по свету – А. Скуман.
- 2006 «Бремя страстей человеческих» (по мотивам одноименного романа С. Моэма). Новая редакция. Сценарий и постановка – Ю. Смирнов-Несвицкий. Сценография, костюмы – М. Смирнова-Несвицкая. Оригинальная музыка – В. Голоунин.
- 2006 «Три товарища» по роману Э.-М. Ремарка. Возобновление. Сценарий  и постановка – Ю. Смирнов-Несвицкий. Режиссерская группа – В. Абрамов, А. Савенкова (Новгородова). Сценография – М. Смирнова-Несвицкая. Оригинальная музыка – В. Голоунин. Текст песен – Ю. Смирнов-Несвицкий.
- 2007 «Чайка» по пьесе А.Чехова. Постановка – Ю. Смирнов-Несвицкий. Сценография, костюмы – М. Смирнова-Несвицкая. Режиссерская группа – В. Абрамов, Е. Васильева, А. Савенкова (Новгородова).
- 2007 «Крепостные актёрки». Возобновление. Сценарий, постановка – Ю. Смирнов-Несвицкий. Режиссерская группа – В. Абрамов, А. Савенкова (Новгородова). Сценография – М. Смирнова-Несвицкая.
- 2008 «Ночь нежна» по мотивам романа Ф.-С. Фицджеральда. Возобновление. Сценарий и постановка – Ю. Смирнов-Несвицкий. Режиссер – К. Маркин, Сценография – В. Павлюк, костюмы – М. Смирнова-Несвицкая. Художник по свету – С. Кравченко. Изготовление костюмов –  Л. Филонова. Хореография – В. Звездочкин.
- 2008 «Лунный пейзаж» картины из нашей жизни. Пьеса и постановка – Ю. Смирнов-Несвицкий. Сценография, костюмы – М. Смирнова-Несвицкая. Хореография – В. Звездочкин. Музыка – Е. Умаров. Режиссерская группа – А. Корионов, А. Савенкова (Новгородова).
- 2009 «За призрачным столом» (новая редакция спектакля «Кто там, в крови?») по мотивам трагедии У.Шекспира «Макбет». Постановка – Ю. Смирнов-Несвицкий. Режиссер – К. Маркин. Сценография – М. Смирнова-Несвицкая, костюмы - Е. Смирнова-Несвицкая
- 2009 «Томления души Риты В.» (комедия). Возобновление. Сценарий Ю. Смиирнов-Несвицкий. Возобновление. Режиссер – В. Абрамов, Сценография и костюмы – М. Смирнова-Несвицкая. Хореограф – И. Кувшинов.
- 2010 «Доходное место» по мотивам комедии А. Островского. Сценарий и постановка – Ю. Смирнов-Несвицкий. Сценография, костюмы – М. Смирнова-Несвицкая. Хореография – И. Кувшинов. Художник по свету – Ю. Капелюш. Режиссер – А. Савенкова (Новгородова). Музыкальное оформление  – А. Сапожников.
- 2010 «Город, знакомый до слез» (музыкально-эксцентрическая фантазия). Пьеса и постановка – Ю. Смирнов-Несвицкий. Сценография, костюмы – М. Смирнова-Несвицкая. Хореография – О. Зимин. Музыка – В. Голоунин, Е. Умаров. Стихи –  Ю. Смирнов-Несвицкий, Е. Шантгай. Художник по свету – Ю. Капелюш.
- 2012 «Внутренний голос» (музыкально-драматический спектакль). Пьеса и постановка – Ю. Смирнов-Несвицкий. Сценография – М. Смирнова-Несвицкая. Хореография – О. Зимин. Художник по свету – А. Ничипор. Звукорежиссер – А. Сапожников. Режиссерская группа – А. Савенкова (Новгородова), В. Тыршун.
- 2017 «Свадьба с генералом» комедия по мотивам произведений А.Чехова. Возобновление. Сценарий и постановка – Ю. Смирнов-Несвицкий.  Режиссер – В.Абрамов. Сценография – М. Смирнова-Несвицкая. Костюмы – М. Воробейчик. Композитор – Е. Умаров. Хореография О. Зимин.

## Награды
- Oрден Дружбы (2011)

## Книги
- Смирнов-Несвицкий Ю. А. О многообразии сценического решения. — М.: Искусство, 1964.
- Смирнов-Несвицкий Ю. А. Роль и сценический образ. — М.: Искусство, 1968. - 72 с.
- Смирнов-Несвицкий Ю. А. Ключ к образу: Размышления о способах игры в современном театре. — Л.: Искусство, 1970.
- Смирнов-Несвицкий Ю. А. Зрелище необычайнейшее: Маяковский и театр. — Л.: Искусство, 1970. — 158 с.
- Смирнов-Несвицкий Ю. А. Советский театр сегодня /О-во "Знание" РСФСР, Ленингр. организация. — Л. Б.и., 1971 — 23 с.
- Смирнов-Несвицкий Ю. А. Ещё одна жизнь. — М.: Искусство, 1979. — 120 с.
- Смирнов-Несвицкий Ю. А. Вахтангов. — М.: Искусство, 1987. — 432 с. — 48 ил. — ББК 85.443(2)7 С22.
- Смирнов-Несвицкий Ю. А. Тихое чтение: мой Бунин / М-во культуры Рос. Федерации, Рос. ин-т истории искусств. — СПб.: РИИИ, 2012. — 172, [1] с.
- Смирнов-Несвицкий Ю. А. Дневники / Публ. и коммент. Д. Д. Кумачовой / Рос. ин-т истории искусств. — СПб., 2022. — 204 с., 20 л. ил.